# FK Smena Komsomolsk-sur-l'Amour
Maillots
Le Smena Komsomolsk-sur-l'Amour (russe : «Смена» Комсомольск-на-Амуре) est un club de football russe basé à Komsomolsk-sur-l'Amour fondé en 1935.

## Histoire
Formé en 1935 sous le nom Stroïtel, le club connaît de multiples changements de nom durant son existence, adoptant celui de Smena à partir de 1999.
Durant l'ère soviétique, le club connaît deux périodes professionnelles distinctes, d'abord de 1957 à 1970, comprenant notamment cinq saisons en deuxième division entre 1957 et 1962, et enfin de 1978 jusqu'à la dissolution de l'Union soviétique.
Lors de la formation du nouveau championnat russe, il est intégré directement dans la nouvelle deuxième division en 1992, dont il est relégué en tant que dernier du groupe Est à l'issue de la saison. Après deux saisons en troisième division, il quitte le monde professionnel et le niveau national.
Réintégré en quatrième division en 1999, le Smena retrouve le troisième échelon à partir de la saison 2002, où il évolue depuis. Malgré une première place à l'issue de la saison 2015-2016, le club refuse d'être promu en deuxième division en raison d'un manque de financement. Il se retire de la troisième division en juin 2018.

## Bilan sportif

### Classements en championnat
La frise ci-dessous résume les classements successifs du club en championnat d'Union soviétique.
La frise ci-dessous résume les classements successifs du club en championnat de Russie.

### Bilan par saison
Légende
- Promotion en division supérieure
- Relégation en division inférieure

#### Période soviétique
| Saison    | Championnat       | Championnat       | Championnat       | Championnat       | Championnat       | Championnat       | Championnat       | Championnat       | Championnat       | Championnat       | Coupe d'URSS     |
| Saison    | Division          | Pos               | Pts               | J                 | V                 | N                 | D                 | BP                | BC                | Diff              | Coupe d'URSS     |
| --------- | ----------------- | ----------------- | ----------------- | ----------------- | ----------------- | ----------------- | ----------------- | ----------------- | ----------------- | ----------------- | ---------------- |
| 1937      | Championnat local | Championnat local | Championnat local | Championnat local | Championnat local | Championnat local | Championnat local | Championnat local | Championnat local | Championnat local | Premier tour     |
| 1938      | Championnat local | Championnat local | Championnat local | Championnat local | Championnat local | Championnat local | Championnat local | Championnat local | Championnat local | Championnat local | Deuxième tour Q  |
| 1939-1956 | Championnat local | Championnat local | Championnat local | Championnat local | Championnat local | Championnat local | Championnat local | Championnat local | Championnat local | Championnat local | —                |
| 1957      | 2e Extrême-Orient | 9e                | 16                | 22                | 5                 | 6                 | 11                | 32                | 41                | -9                | —                |
| 1958      | 2e Zone 6         | 8e                | 27                | 26                | 10                | 7                 | 9                 | 40                | 33                | +7                | Deuxième tour Q  |
| 1959      | 2e Zone 7         | 10e               | 23                | 26                | 7                 | 9                 | 10                | 21                | 31                | -10               | —                |
| 1960      | 2e Russie 5       | 11e               | 18                | 26                | 7                 | 4                 | 15                | 25                | 40                | -15               | Troisième tour Q |
| 1961      | 2e Russie 6       | 8e                | 22                | 24                | 7                 | 8                 | 9                 | 27                | 32                | -5                | Premier tour Q   |
| 1962      | 2e Russie 5       | 11e               | 25                | 28                | 8                 | 9                 | 11                | 35                | 33                | +2                | Premier tour Q   |
| 1963      | 3e Russie 5       | 3e                | 37                | 28                | 15                | 7                 | 6                 | 37                | 24                | +13               | Premier tour Q   |
| 1964      | 3e Russie 6       | 7e                | 36                | 34                | 13                | 10                | 11                | 37                | 32                | +5                | Deuxième tour Q  |
| 1965      | 3e Russie 6       | 7e                | 40                | 36                | 16                | 8                 | 12                | 43                | 30                | +12               | —                |
| 1966      | 3e Russie 6       | 6e                | 35                | 30                | 11                | 13                | 6                 | 32                | 25                | +7                | Troisième tour   |
| 1967      | 3e Russie 6       | 15e               | 26                | 34                | 8                 | 10                | 16                | 20                | 29                | -9                | Troisième tour Q |
| 1968      | 3e Russie 6       | 10e               | 33                | 32                | 10                | 13                | 9                 | 26                | 23                | +3                | Troisième tour Q |
| 1969      | 3e Russie 6       | 14e               | 33                | 38                | 10                | 13                | 15                | 25                | 37                | -12               | —                |
| 1970      | 4e Russie 4       | 17e               | 15                | 32                | 3                 | 9                 | 20                | 18                | 49                | -31               | —                |
| 1971-1977 | Club inactif      | Club inactif      | Club inactif      | Club inactif      | Club inactif      | Club inactif      | Club inactif      | Club inactif      | Club inactif      | Club inactif      | Club inactif     |
| 1978      | 3e Zone 6         | 19e               | 32                | 40                | 11                | 10                | 19                | 40                | 53                | -13               | —                |
| 1979      | 3e Zone 6         | 14e               | 34                | 40                | 14                | 6                 | 20                | 48                | 52                | -4                | —                |
| 1980      | 3e Zone 4         | 9e                | 38                | 44                | 15                | 8                 | 21                | 50                | 63                | -13               | —                |
| 1981      | 3e Zone 4         | 15e               | 26                | 32                | 9                 | 8                 | 15                | 29                | 47                | -18               | —                |
| 1982      | 3e Zone 4         | 8e                | 29                | 28                | 9                 | 11                | 8                 | 34                | 30                | +4                | —                |
| 1983      | 3e Zone 4         | 12e               | 20                | 26                | 7                 | 6                 | 13                | 24                | 31                | -7                | —                |
| 1984      | 3e Zone 4         | 3e                | 35                | 26                | 15                | 5                 | 6                 | 41                | 20                | +21               | —                |
| 1985      | 3e Zone 4         | 12e               | 17                | 26                | 6                 | 5                 | 15                | 20                | 37                | -17               | —                |
| 1986      | 3e Zone 4         | 11e               | 20                | 26                | 6                 | 8                 | 12                | 29                | 38                | -9                | —                |
| 1987      | 3e Zone 4         | 7e                | 28                | 28                | 11                | 6                 | 11                | 32                | 35                | -3                | —                |
| 1988      | 3e Zone 4         | 9e                | 31                | 30                | 12                | 7                 | 11                | 33                | 31                | +2                | —                |
| 1989      | 3e Zone 4         | 15e               | 31                | 36                | 10                | 11                | 15                | 41                | 58                | -17               | —                |
| 1990      | 4e Zone 10        | 7e                | 30                | 28                | 13                | 4                 | 11                | 33                | 32                | +1                | —                |
| 1991      | 4e Zone 10        | 11e               | 28                | 34                | 8                 | 12                | 14                | 32                | 38                | -6                | —                |

#### Période russe
| Saison    | Championnat       | Championnat  | Championnat  | Championnat  | Championnat  | Championnat  | Championnat  | Championnat  | Championnat  | Championnat  | Coupe de Russie     |
| Saison    | Division          | Pos          | Pts          | J            | V            | N            | D            | BP           | BC           | Diff         | Coupe de Russie     |
| --------- | ----------------- | ------------ | ------------ | ------------ | ------------ | ------------ | ------------ | ------------ | ------------ | ------------ | ------------------- |
| 1992      | 2e Est            | 16e          | 16           | 30           | 4            | 8            | 18           | 16           | 49           | -33          | —                   |
| 1993      | 3e Zone 7         | 13e          | 11           | 24           | 4            | 3            | 17           | 19           | 49           | -30          | Quatrième tour      |
| 1994      | 3e Est            | 9e           | 8            | 32           | 2            | 4            | 26           | 17           | 80           | -63          | Premier tour        |
| 1995-1998 | Club inactif      | Club inactif | Club inactif | Club inactif | Club inactif | Club inactif | Club inactif | Club inactif | Club inactif | Club inactif | Club inactif        |
| 1999      | 4e Extrême-Orient | 6e           | 1            | 5            | 0            | 1            | 4            | 4            | 14           | -10          | —                   |
| 2000      | 4e Extrême-Orient | 6e           | 17           | 14           | 4            | 5            | 5            | 13           | 16           | -3           | —                   |
| 2001      | 4e Extrême-Orient | 5e           | 11           | 12           | 3            | 2            | 7            | 20           | 22           | -2           | —                   |
| 2002      | 3e Est            | 10e          | 38           | 30           | 11           | 5            | 14           | 37           | 37           | 0            | —                   |
| 2003      | 3e Est            | 5e           | 42           | 24           | 12           | 6            | 6            | 44           | 21           | +23          | Quatrième tour      |
| 2004      | 3e Est            | 6e           | 44           | 27           | 13           | 5            | 9            | 40           | 28           | +12          | Troisième tour      |
| 2005      | 3e Est            | 6e           | 44           | 30           | 11           | 11           | 8            | 41           | 34           | +7           | Deuxième tour       |
| 2006      | 3e Est            | 5e           | 59           | 36           | 15           | 14           | 7            | 45           | 33           | +12          | Troisième tour      |
| 2007      | 3e Est            | 4e           | 49           | 30           | 13           | 10           | 7            | 33           | 29           | +4           | Deuxième tour       |
| 2008      | 3e Est            | 2e           | 54           | 27           | 17           | 3            | 7            | 51           | 21           | +30          | Cinquième tour      |
| 2009      | 3e Est            | 6e           | 37           | 27           | 9            | 10           | 8            | 35           | 30           | +5           | Seizièmes de finale |
| 2010      | 3e Est            | 7e           | 46           | 30           | 12           | 10           | 8            | 41           | 27           | +14          | Troisième tour      |
| 2011-2012 | 3e Est            | 8e           | 51           | 36           | 12           | 15           | 9            | 47           | 30           | +17          | Troisième tour      |
| 2011-2012 | 3e Est            | 8e           | 51           | 36           | 12           | 15           | 9            | 47           | 30           | +17          | Quatrième tour      |
| 2012-2013 | 3e Est            | 5e           | 50           | 30           | 14           | 8            | 8            | 41           | 29           | +12          | Deuxième tour       |
| 2013-2014 | 3e Est            | 3e           | 41           | 24           | 12           | 5            | 7            | 33           | 18           | +15          | Premier tour        |
| 2014-2015 | 3e Est            | 4e           | 38           | 24           | 10           | 8            | 6            | 25           | 20           | +5           | Seizièmes de finale |
| 2015-2016 | 3e Est            | 1er          | 49           | 24           | 14           | 7            | 3            | 45           | 25           | +20          | Troisième tour      |
| 2016-2017 | 3e Est            | 4e           | 25           | 20           | 7            | 4            | 9            | 25           | 26           | -1           | Deuxième tour       |
| 2017-2018 | 3e Est            | 2e           | 33           | 20           | 10           | 3            | 7            | 24           | 20           | +4           | Quatrième tour      |

### Palmarès
- Championnat de Russie D3
  - Vainqueur : 2016 (zone Est).